# Unión Nacionalista de Estudiantes Secundarios
La Unión Nacionalista de Estudiantes Secundarios (UNES) fue un grupo de militancia estudiantil contrario al capitalismo, la democracia, el comunismo,[cita requerida] y la oligarquía.

## Historia
La organización fue fundada en 1935 por dos miembros de la Legión Cívica Argentina: Juan Queraltó y Alberto Bernaudo. 
Sus primeros miembros se aglomeraron en la Alianza de Juventudes Nacionalistas, formada en 1937 por idea del coronel uriburista Juan Bautista Molina, para reunir en una sola agrupación a todos los jóvenes nacionalistas. Pronto se organizarían en una rama de secundarios, una de estudiantes universitarios, y la Alianza Libertadora Nacionalista propiamente dicha, para los que no fueran estudiantes o que ya se hubiesen recibido.
Tras el viraje filoperonista de 1946 los jóvenes se fueron alejando: abandonaron la organización en 1949 y permanecieron con muy poca actividad hasta que en 1957 formaron el Movimiento Nacionalista Tacuara, cuya rama juvenil pasó a llamarse nuevamente UNES.
Durante la movilización popular del 17 de octubre de 1945 fue muerto el militante Darwin Passaponti, que se transformó en un mártir de la agrupación, ícono mitificado por los jóvenes nacionalistas.
Por las filas de esta agrupación pasaron distintas personas que luego tendrían roles en la historia argentina de los años 60 y 70, como Joe Baxter y Rodolfo Barra.